# Sierrejaure
Sierrejaure är en sjö i Jokkmokks kommun i Lappland och ingår i Luleälvens huvudavrinningsområde. Sjön har en area på 0,191 kvadratkilometer och ligger 294,1 meter över havet. Sjön avvattnas av vattendraget Suoksaurebäcken.

## Delavrinningsområde
Sierrejaure ingår i det delavrinningsområde (739797-169591) som SMHI kallar för Utloppet av Slakkasjön. Medelhöjden är 320 meter över havet och ytan är 16,09 kvadratkilometer. Räknas de 2 avrinningsområdena uppströms in blir den ackumulerade arean 18,25 kvadratkilometer. Suoksaurebäcken som avvattnar avrinningsområdet har biflödesordning 2, vilket innebär att vattnet flödar genom totalt 2 vattendrag innan det når havet efter 158 kilometer. Avrinningsområdet består mestadels av skog (71 procent) och sankmarker (25 procent). Avrinningsområdet har 0,53 kvadratkilometer vattenytor vilket ger det en sjöprocent på 3,3 procent.